# Isothrix sinnamariensis
Espèce
Statut de conservation UICN

 LC  : Préoccupation mineure
Isothrix sinnamariensis est une espèce de rongeurs de la famille des Echimyidae. Un « rat épineux » endémique de Guyane, qui a été découverte en 1996 par Jean-Christophe Vié, vétérinaire.
Cette espèce a été décrite pour la première fois en 1996 par Jean-Christophe Vié, Vitaly T. Volobouev, James L. Patton et Laurent Granjon.